# Quận Tallapoosa, Alabama
Quận Tallaspoosa là một quận thuộc tiểu bang Alabama, Hoa Kỳ. Tên gọi Tallapoosa có nguồn gốc Creek. Dân số năm 2000 là 41.475 người. Quận lỵ là Dadeville.
Quận Tallapoosa là một phần của Vùng thống kê tiểu đô thị thành phố Alexander.